# Alice Chalifoux
Pour les articles homonymes, voir Chalifoux.
Alice Chalifoux (Birmingham (Alabama), 22 janvier 1908 – Winchester (Virginie), 31 juillet 2008) a été la première harpiste de l'Orchestre de Cleveland de 1931 à 1974 et dont elle a été, pendant de nombreuses années, le seul membre féminin.

## Biographie
Alice Chalifoux est la plus jeune de quatre enfants nés d'un couple d'artistes : le violoniste Oliver Chalifoux et son épouse, la harpiste Alice Hallé Chalifoux, à Birmingham, en Alabama. Après avoir commencé l'instrument avec sa mère, elle poursuit ses études musicales dans les écoles locales, puis Alice est acceptée comme élève de Carlos Salzedo au Curtis Institute of Music de Philadelphie.

## Carrière
Grâce à son travail avec l'Orchestre de Cleveland, sous la direction de chefs légendaires – Erich Leinsdorf, Artur Rodziński, George Szell, Pierre Boulez et Lorin Maazel – Chalifoux est rapidement reconnue comme spécialiste de la technique du jeu avec l'orchestre. Son enregistrement de Danses sacrée et profane de Debussy avec l'Orchestre de Cleveland, a reçu un Grammy Award en 1996. Chalifoux défend avec ardeur la méthode pour la harpe développée par Salzedo et gagne une réputation de maître enseignant, auquel elle se consacre de nombreuses années au Cleveland Institute of Music, au Conservatoire d'Oberlin et au Conservatoire de musique Baldwin-Wallace. Bien connue comme entraîneur et autorité de la musique de Carlos Salzedo, elle a aussi des points forts pour résoudre les problèmes de doigtés et identifier et corriger des problèmes physiques du jeu des musiciens. Son édition des parties d'orchestre est d'une valeur inestimable pour sa profession. Chalifoux a été le principal instructeur à la Salzedo Summer Harp Colony à Camden, dans le Maine, après la mort de Salzedo en 1961.

## Vie personnelle
Chalifoux a épousé John Gordon Rideout en 1937 et a eu une fille, Alyce. Son mari est mort en 1951. Chalifoux est décédée en 2008 à l'âge de 100 ans.

## Étudiants
Ses élèves continuent à tenir des postes avec de grands orchestres et d'importants postes d'enseignants.
- Jacquelyn Bartlett, University of North Carolina School of the Arts, Fire Pink Trio
- Joan Hollande, de l'Université du Michigan et d'Interlochen Musical Academy
- Douglas Rioth, Orchestre symphonique de San Francisco
- Ann Hobson Pilote, Orchestre symphonique de Boston, New England Conservatory, Université de Boston, Tanglewood
- Nancy Lendrim et Jody Guinn, Duo de harpes Salzedo
- Yolanda Kondonassis, Oberlin Conservatory, Cleveland Institute of Music, la grande artiste du label Telarc
- Jody Guinn, Baldwin-Wallace College Conservatory
- Paula Page, Orchestre symphonique de Houston, Université Rice
- Marie Bircher, Omaha Symphony
- Elizabeth Wooster Colpean, Grand Rapids Symphony
- Diane Evans, Indianapolis Symphony
- Anna Maria Mendieta, Sacramento Philharmonic (en)
- Susan Dederich-Pejovich, Dallas Symphony Orchestra, Southern Methodist University
- Danis Kelly, Milwaukee Symphony Orchestra, Opéra de Santa Fe
- Louise Johnson, Orchestre Symphonique De Sydney
- Alice Giles, soliste internationale, premier prix du 8e Concours international de harpe d'Israël
- Trina Struble, Orchestre de Cleveland
- Anna Kate Mackle, Florida Orchestra
- Elisabeth Remy-Johnson, Orchestre symphonique d'Atlanta
- Anastasia Brochet, Institut Peabody de l'université Johns-Hopkins, Christopher Newport University and Teachers College, université Columbia
- Lynnelle Ediger-Kordzaia, directrice artistique de l'American Youth Harp Ensemble